# Le Puy-Notre-Dame
Le Puy-Notre-Dame hoặc Le Puy là một xã thuộc tỉnh Maine-et-Loire trong vùng Pays de la Loire phía tây nước Pháp. Xã này nằm ở khu vực có độ cao trung bình 103 mét trên mực nước biển.
Thị trấn nằm trên đồi Puy.